# CNN Sverige
CNN Sverige o CNN Svenska (CNN Suecia) fue un servicio web especializado para Suecia que existió entre 1997 y 2001. Fue una empresa conjunta entre el sitio sueco Scandinavia Online (Sol) y la cadena estadounidense CNN. CNN Sverige operó como una subsidiaria de propiedad total de Sol y ha estado disponible a través del portal cnn.passagen.se (que hoy continúa pero con otro contenido). Cubría noticias e información variada de Suecia y del mundo desde Estocolmo y en idioma sueco.
También hubo un servicio similar en Noruega bajo el nombre de CNN Norge, que estaba disponible a través de otro sitio web y que también se interrumpió en el 2001.